# Umowa graniczna pomiędzy Polską a ZSRR z 16 sierpnia 1945 roku

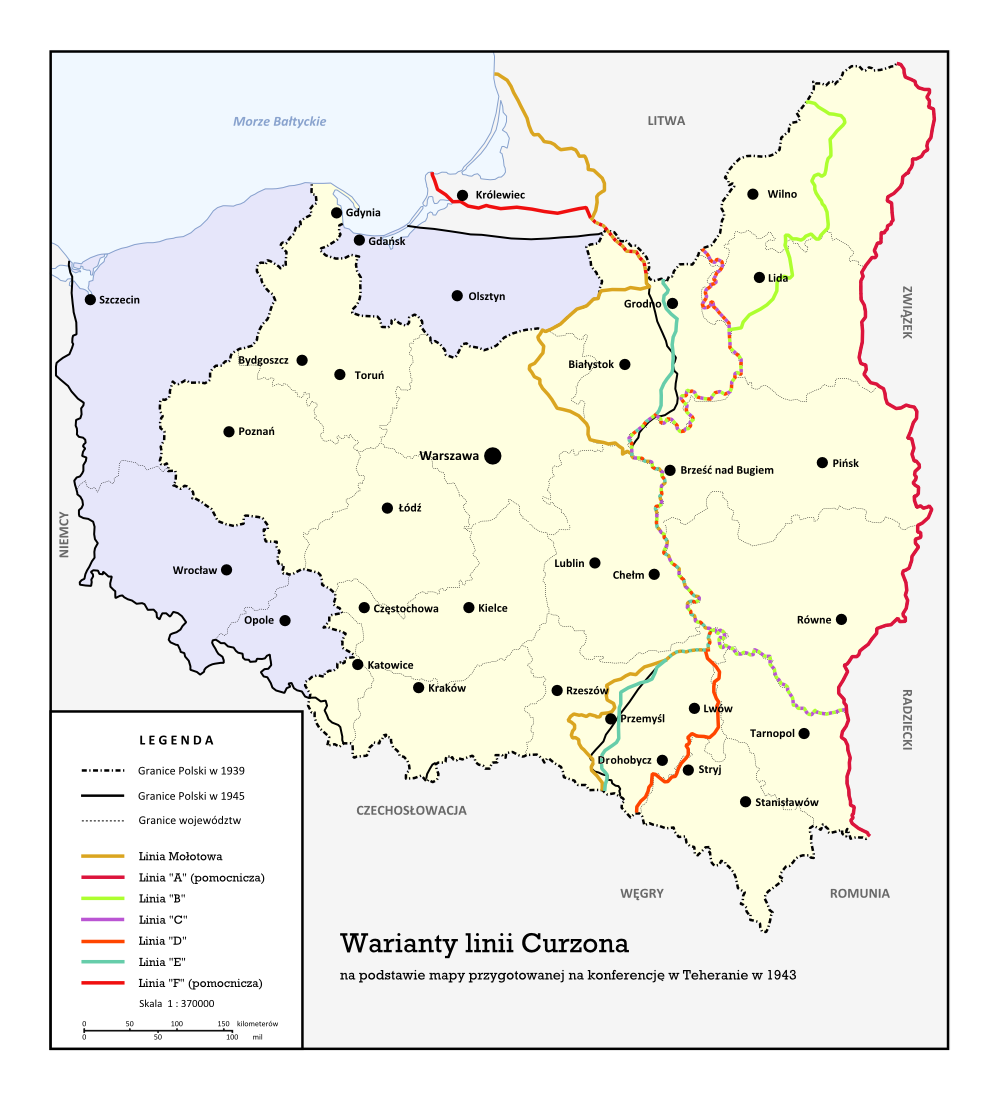
Warianty linii Curzona na podstawie mapy przygotowanej na konferencji w Teheranie w listopadzie-grudniu 1943

Umowa pomiędzy Rzecząpospolitą Polską a Związkiem Socjalistycznych Republik Radzieckich na temat przebiegu granicy polsko-radzieckiej – została zawarta w Moskwie 16 sierpnia 1945.

## Historia
Powołując się na ustalenia konferencji jałtańskiej (zwanej też krymską) wyznaczono nową granicę wzdłuż linii Curzona „z odchyleniami od tej linii na rzecz Polski”, co podkreślano w ówczesnej propagandzie komunistycznej wskazując na tekst umowy (chociaż faktycznie było odwrotnie).
W imieniu RP umowę podpisał Edward Osóbka-Morawski, a w imieniu ZSRR Wiaczesław Mołotow. Wymiana ratyfikowanych dokumentów nastąpiła 5 lutego 1946 w Warszawie, i od tego dnia umowa stała się obowiązującą, tzn. od tego dnia de iure istnieje w swoim dzisiejszym kształcie polska granica wschodnia (poza mniejszymi późniejszymi zmianami – zob. Umowa o zmianie granic z 15 lutego 1951). Zakończyła się tym samym sowiecka okupacja Kresów Wschodnich (chociaż opór zbrojny i represje wobec ludności trwały do początku lat pięćdziesiątych) oraz w drodze cesji nabył to terytorium Związek Radziecki. W świetle prawa międzynarodowego wszystko, co działo się wcześniej na Kresach Wschodnich w granicach określonych w traktacie ryskim, działo się na terytorium Polski.
Podstawą wytyczenia granicy miała być tzw. linia Curzona. Faktycznie granica wschodnia odchylała się na długości 80 km od styku z granicą litewską ku południu na niekorzyść Polski, w tym maksymalnie w rejonie Grodna o 22 km (gdzie linia Curzona przebiegała wzdłuż Niemna), chociaż w umowie granicznej z 1945 (art. 1) stwierdzano jedynie o odchyleniach na rzecz Polski od tzw. linii Curzona („to Zachód wymyślił tę linię, a my jeszcze od niej odstępujemy na rzecz Polski”). Było to zgodne ze zobowiązaniami podjętymi wobec aliantów zachodnich w Jałcie, według których granicą miała być tzw. „linia Curzona z odchyleniami na rzecz Polski”.
Mieszkańcy miejscowości leżących po wschodniej stronie linii Curzona przez długi czas łudzili się, że administracja radziecka jest jedynie czasowa. Zbierali podpisy, pisali do władz w Warszawie, stawiali bierny i czynny opór sowietyzacji (zob. wypadki w Dorguniu w 1953) albo zagrożeni represjami masowo uciekali na zachód (zob. Odelsk).

## Źródła
Art. 1 Umowy z 16 sierpnia 1945: Zgodnie z decyzją Konferencji Krymskiej [strony zgodziły się] ustalić granicę państwową między Rzecząpospolitą Polską a Związkiem SRR wzdłuż „linii Curzona” z odchyleniami od niej na rzecz Polski w niektórych rejonach od pięciu do ośmiu kilometrów, zgodnie z załączoną mapą w skali 1:500 000, ustępując Polsce dodatkowo [...]
Tak podsumowuje „rokowania” polsko-radzieckie w sprawie granicy uczestnik rozmów polski geograf Stanisław Leszczycki:
W efekcie ostatecznym wszystkie poprawki Polski zostały odrzucone. Wniosek jest taki, że ZSRR przyjął najkorzystniejszą dla siebie interpretację linii Curzona, a w swojej zachłanności przekroczył granicę przyzwoitości – tu przejawił się znów imperializm sowiecki, bezwzględność, brak wielkoduszności i bardzo silna przewaga. Właściwie granica została podyktowana bez rzeczowej dyskusji i bez uwzględniania w najmniejszej mierze potrzeb Polski.